# 八月十五夜の茶屋
『八月十五夜の茶屋』（はちがつじゅうごや - ちゃや、英語: The Teahouse of the August Moon）は、1956年に製作・公開されたアメリカ合衆国の映画である。

## 解説
1951年に刊行された沖縄を舞台とするヴァーン・J・スナイダー（Vern J.Sneider, 1916-1981）の小説を映画化。1953年にニューヨークのブロードウェイ・シアターで舞台初演された。
アメリカ合衆国による沖縄統治アメリカ軍政下の沖縄を舞台に、民主主義の定着と村の復興のために派遣された軍人とその通訳、そして村人達の交流を描く喜劇。
撮影は大映の協力の下、奈良や京都で行なわれたが、雨天が多かったためハリウッドでも撮り直している。ダニエル・マンが監督、マーロン・ブランドとグレン・フォード、京マチ子が主演したほか、淀川長治がカメオ出演している。村人役には多数の日本人が起用され流暢な日本語を話す一方、マーロン・ブランドはアメリカ人のため、ブランドが演じた通訳サキニは全編にわたって片言の日本語になっている。

### 原作
- The Teahouse of the August Moon, 1951. New York: Putnam.
  - ヴァーン・スナイダー『八月十五夜の茶屋』内村直也訳（早川書房、1956年）
  - 『八月十五夜の茶屋　沖縄占領統治1945』梓澤登訳（彩流社、2012年）

## ストーリー

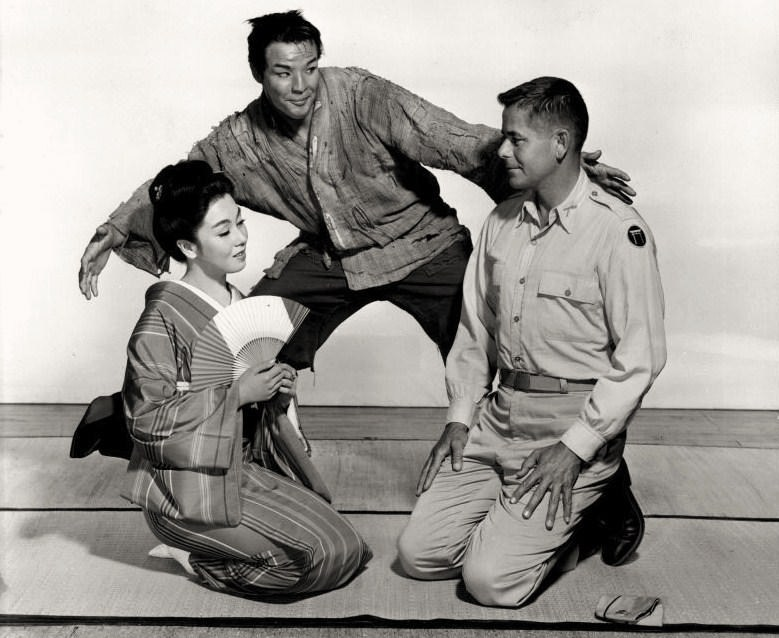
京マチ子、マーロン・ブランド、グレン・フォード

1946年アメリカ統治下の沖縄本島に、在日米軍第147地区占領隊長のパーディーIII世中佐の部下として、心理戦部隊からフィズビー大尉が転任してきた。最高峰の知的集団からの転任者を歓迎するパーディー大佐だったが、フィズビー大尉は配属される先々から転属を求められる問題人物だった。
クビにされかけた現地の通訳サキニと共に、島の南端にあるトビキ村へと赴任する。スマタ村長の親族を名乗る面々に翻弄されながらも、トビキ村に到着したフィズビー達は村人たちから大量の特産品をもらい、民主主義とは何かを説明して、学校を作らせて、自治組織を結成させようとする。そこへ、村長が芸者のロータス・ブロッサムを「贈り物」としてフィズビーに与える。無理矢理着物と下駄に着替えさせようとするロータスに翻弄されるフィズビー。
ある日、ロータスがトビキ村に引っ越してきた。男達のロータスに対する厚遇に、村の女達はフィズビーに不満を伝える。が、ロータスはほかの村でも同じトラブルを起こして追い出されており、行き場を失ってトビキ村に来たのだ。ロータスもフィズビーに好意を持ち出て行こうとしない。民主主義婦人連盟とロータスの板挟みになったフィズビーは、ロータスに女性達に芸者の手ほどきを命じる。さらに、村人が多数決で憧れの茶屋を建てることを決めてしまった。民主主義的に決めたと主張する村人たちに、フィズビーは学校のための建材を使って茶屋を建てることを許す。
すっかり村に馴染み、着物と下駄姿にも慣れたフィズビー。報告書の内容が支離滅裂な上に学校の建設が進んでいない事態に、パーディー大佐は精神科医のマクリーン大尉をトビキ村に派遣する。だが、マクリーン大尉もフィズビーに丸め込まれ、一緒になって有機栽培の計画を立て始めた。
一方、フィズビーの考えた特産品販売は不振であった。やけ酒をあおろうとする村人にフィズビーは「ブランデー」の醸造が商売になることに気づく。早速、「トビキ共同醸造会社」を設立させ、将校クラブや海軍の酒保への出荷が始まった。そして茶屋も落成し、落成式を兼ねた祝宴が始まった。そこへパーディー大佐が村を訪れ、村の堕落ぶりとフィズビー達の無能ぶりに呆れてしまう。フィズビーのやり方を共産主義だと罵り、茶屋と醸造所の解体を命じる。軍法会議への出頭を命じる一方、出世の道が断たれたことに落胆する大佐。だが、1本の電話が大佐を更に慌てさせる。フィズビーの報告書がある議員の目に留まり、トビキ村を復興計画のモデル村にするのだという。そしてなんと、その議員が今夜トビキ村に視察に訪れるというのだ。既に茶屋と醸造所は解体された跡で、パーディー大佐は口汚く罵ったばかりのフィズビーに何とかするよう命じた。

## キャスト
- サキニ：マーロン・ブランド
- フィスビー大尉：グレン・フォード
- ロータス・ブロッサム：京マチ子
- マクリーン大尉：エディ・アルバート
- パーディーIII世大佐：ポール・フォード
- セイコ農事主任：根上淳
- ヒガジガ民主主義婦人連盟代表：清川虹子
- 日本人の少女：沢村みつ子
- グレコビッチ曹長：ハリー・モーガン
- オオムラ：フランク・トクナガ
- オカイダ治安主任：猿丸吉佐衛門
- 米の配給役人：淀川長治

## スタッフ
- 監督：ダニエル・マン
- 製作：ジャック・カミングス
- 脚本・脚色：ジョン・パトリック
- 原作：ヴァーン・J・スナイダー
- 音楽：ソール・チャップリン
- 撮影：ジョン・アルトン
- 編集：ハロルド・F・クレス
- 美術：ウィリアム・A・ホーニング、エディ今津
- 装置：ヒュー・ハント、エドウィン・B・ウィリス
- 特殊効果：ウォーレン・ニューカム
- 沖縄音楽の作曲・編曲：金井喜久子
- 振付：藤間政弥
- 協力：大映（永田雅一）

## 映画賞ノミネーション
- ベルリン国際映画祭金熊賞
- ゴールデングローブ賞 作品賞 (ミュージカル・コメディ部門)
- ゴールデングローブ賞 主演男優賞 (ミュージカル・コメディ部門)：マーロン・ブランド
- ゴールデングローブ賞 主演男優賞 (ミュージカル・コメディ部門)：グレン・フォード
- ゴールデングローブ賞 主演女優賞 (ミュージカル・コメディ部門)：京マチ子
- ゴールデングローブ賞 助演男優賞：エディ・アルバート